# Superjoint
Superjoint – zespół metalowy powstały w 1993 roku w Nowym Orleanie pod nazwą Superjoint Ritual. Grupa została założona przez Phila Anselmo, Joego Fazzio, Michaela Haaga i Kevina Bonda. W 2004 roku po nagraniu dwóch albumów studyjnych zespół został rozwiązany.
W 2014 roku formacja wznowiła działalność pod nazwą Superjoint ze względów prawnych, których szczegóły nie zostały podane do publicznej wiadomości.

## Muzycy
| Ostatni znany skład zespołu - Phil Anselmo – śpiew (1993–2004, od 2014) - Kevin Bond – gitara (1993–2004, od 2014) - Jimmy Bower – gitara (1993–2004, od 2014) - Stephen Taylor – gitara basowa (od 2014) - Joey Gonzalez – perkusja (od 2014) |  | Byli członkowie zespołu - Michael Haaga – gitara basowa (1993–2002) - Hank Williams III – gitara basowa (2002–2004) - Marzi Montazeri – gitara (1993–1994) - Joe Fazzio – perkusja (1993–2004) |

## Dyskografia
Albumy studyjne
| Use Once and Destroy                  | - Data: 21 maja 2002 - Wydawca: Sanctuary Records      | 87 | 5  | - USA: 45 tys.+  |
| A Lethal Dose of American Hatred      | - Data: 22 lipca 2003 - Wydawca: Sanctuary Records     | 55 | 2  |                  |
| Caught Up in the Gears of Application | - Data: 11 listopada 2016 - Wydawca: Housecore Records | —  | 13 | - USA: 3,6 tys.+ |
| "—" album nie był notowany.           |                                                        |    |    |                  |

Albumy wideo
| Tytuł                   | Dane dot. albumu                                         |
| ----------------------- | -------------------------------------------------------- |
| Live in Dallas, TX 2002 | - Data: 24 września 2002 - Wydawca: Sanctuary Records    |
| Live at CBGB            | - Data: 5 października 2004 - Wydawca: Sanctuary Records |